# Thong Nguyen
Thong Nguyen est une commune de la province de Tuyen Quang, au Vietnam.

## Géographie
|                        | Les communes de Nam Son et de Nam Ty          |                      |
| La commune de Nam Khoa | Thong Nguyen                                  | La commune de Nam Ty |
|                        | . Les districts de Bac Quang et de Quang Binh |                      |

La commune de Thong Nguyen a une superficie de 40,54 km², la population en 2019 est de 3 279 personnes.

## Administration
La commune de Thong Nguyen est divisée en 13 villages : Ong Ha, Tan Ha, Nam Lin, Nam Mon, Khu Cho, Hong Quang, Ban Giang, Nam Hong, Giang Ha, Giang Thuong, Phin Ho, Nam Nghi, Lang Giang.

## Tourisme
De nombreux homestays sont dans cette zone du fait de la présence des cultures en terrasse (riz, maïs) ainsi que des vues sur les profondes vallées.